# 博登海姆
博登海姆是德国莱茵兰-普法尔茨州的一个市镇。总面积13.43平方公里，总人口7103人，其中男性3492人，女性3611人（2011年12月31日），人口密度529人/平方公里。

## 友好城市
- 法國 瑟尔